# Distretto di Zemmora
Il distretto di Zemmora è un distretto della Provincia di Relizane, in Algeria.

## Comuni
Il distretto comprende 3 comuni:
- Zemmora
- Beni Dergoun
- Dar Ben Abdellah